# Райт, Оливер
Джон Оливер Райт (англ. John Oliver Wright; 6 марта 1921 — 1 сентября 2009) — британский дипломат.
Обучался в школе Solihull и Кембриджском колледже Христа, учёба была прервана войной. В 1941—45 годах служил в Королевском Военно-Морском резерве, был отмечен Крестом «За выдающиеся заслуги» (1944). Затем поступил на дипломатическую службу.
Служил в Нью-Йорке (1946—47), Бухаресте (1948—50), Сингапуре (1950—51), Форин-офис (1952—54), Берлин (1954—56), Претории (1957—58).
Окончил Имперский оборонный колледж (1959).
В 1963 году — старший личный секретарь министра иностранных дел Великобритании.
В 1966—69 годах — посол Великобритании в Дании.
В 1970—72 годах — шеф-клерк дипломатической службы.
В 1972—75 годах — помощник замминистра иностранных дел Великобритании.
В 1975—81 годах — посол Великобритании в ФРГ.
В 1982—86 годах — посол Великобритании в США.